# Редкач, Иван Юрьевич
Иван Юрьевич Редкач (11 марта 1986, Шостка, УССР) — украинский боксёр-профессионал, чемпион USBA (2014) в лёгком весе (до 61,2 кг).

## Биография
Родился в Сумской области. В 13 лет начал обучение в Броварском высшем училище физической культуры, где и начались серьёзные занятия боксом под руководством Александра Полищука. В 19 лет боксировал на чемпионате Украины среди взрослых, дойдя до финала, где уступил Александру Ключко. В 2007 и 2008 годах становился победителем турнира сильнейших боксёров Украины. Боксировал и на международных турнирах, но постоянно наталкивался на лидеров мирового бокса — Алексея Тищенко, Рама Аманова, Айдын Сельчука. Обычно проигрывал 2-3 очка. Последний любительский турнир, в котором он участвовал, состоялся в 2009 году. Это был чемпионат Украины и страсти там начались уже в полуфинале, где в бою с призёром Кубка мира Николаем Семенягой Ивану засчитали поражение 7-5. На результат боя подали протест, после пересмотренного видео боя победу присудили уже Редкачу. В финале снова встретился с Александром Ключко и проиграл 13-10.

### Профессиональная карьера
После окончания Броварского высшего училища физической культуры решил перейти в профессионалы. Поступило приглашение из Лос-Анджелеса. Здесь он постигал азы профессионального бокса, набирался опыта, спарринговался с серьёзными бойцами. Тренировался под руководством тренера Марио Моралеса, который тренировал кумира Ивана — Эдвина Валеро.
Профессионально боксировать начал 3 ноября 2009 года поединком с Кейтом Келли, которого победил техническим нокаутом в 4 раунде. После этого выиграл ещё 17 поединков подряд, пока 13 июня 2015 года не уступил черногорцу Деяну Златичанину в бою за статус официального претендента на титул чемпиона мира WBC в лёгком весе. После того Редкача постигла чёрная полоса — 2 победы при 3 поражениях и 1 ничьей в следующих 6 поединках.
1 июня 2019 года провёл первый бой в полусреднем весе и получил наиболее значимую победу в карьере над экс-чемпионом в двух весовых категориях американцем Девон Александером, нокаутировав его в 6 раунде. Девон Александер дважды поднимался после нокдаунов и продолжал поединок, но после того как он оказался на настиле третий раз, рефери остановил бой.
25 января 2020 года провёл бой за статус официального претендента на титул WBC в полусреднем весе против американца Дэнни Гарсия и уступил единогласным решением судей. Не сумев противопоставить сопернику что-то в плане боксёрского мастерства, Редкач, кроме внешнего экстравагантного вида, отличился ещё и неспортивным поведением, укусив соперника за шею в десятом раунде.
17 апреля 2021 состоялся бой Редкача с американцем Реджис Прогрейсом, который остановили в 6-м раунде. Украинец, который уступал сопернику во всех компонентах бокса, не смог продолжить поединок из-за пропущенного удара в корпус. По словам Ивана, его ударили в пах, хотя повтор показал, что Прогрейс правила не нарушал. Сначала судьи зафиксировали победу американца по очкам техническим решением, однако позже пересмотрели итоговый результат и присудили Редкачу поражение техническим нокаутом. Несмотря на наличие видео боя, Редкач подал апелляцию на изменение результата поединка, пытаясь доказать, что не было симуляции с его стороны, а был удар противника с нарушением правил. Атлетическая комиссия штата Джорджия единодушно отклонила апелляцию. Результат остался неизменным; — победа Прогрейса техническим нокаутом.